# Zentropa
Zentropa je dánská filmová produkční společnost, kterou v roce 1992 založili režisér Lars von Trier a producent Peter Aalbæk Jensen. Společnost vyprodukovala přes 70 filmů, mimo jiné od režisérů, jako jsou Jørgen Leth, Susanne Bierová, Henning Carlsen, Thomas Vinterberg a samotný von Trier. Kromě přístupných snímků společnost produkovala i několik pornografických filmů jako Constance (1998), Pink Prison (1999) a All About Anna (2005). Rovněž je spojována s minimalistickým hnutím Dogme 95. Roku 2011 Zentropa představila vlastní VOD distribuci filmů.